# Jacob Cederström (sjömilitär)
Jacob Cederström, född den 22 februari 1737 i Stockholm, död den 10 juli 1795 i Göteborg, var en svensk friherre och sjömilitär. Han var son till Olof Cederström, måg till Erik Sparre samt far till Eric Anders  och Carl Cederström.

## Biografi
Cederström antogs till krigstjänst 1754, blev lärstyrman vid amiralitetet samma år, löjtnant där 1755; kapten vid arméns flotta 1761, tygmästare 1765 och kommendörkapten 1770. Efter att en ha varit major vid marinkåren befordrades han till överste 1773 och till konteramiral 1776. Cederström blev amiralitetsråd 1777, chef för eskadern i Göteborg 1783 och viceamiral samma år. Han blev riddare av Svärdsorden 1767.